# Teste da série alternada
Em matemática, o teste da série alternada ou série alternante ou, ainda, teste de Leibniz ou critério de Leibniz, proposto por Gottfried Leibniz é um método para determinar a convergência e estimar o erro de truncamento de séries numéricas da seguinte forma:
- {\displaystyle \sum _{n=1}^{\infty }(-1)^{n}a_{n}\,}, onde {\displaystyle a_{n}\geq 0}

O teste diz que a série é convergente se:
- {\displaystyle |a_{n+1}|\leq |a_{n}|} (os termos da sucessão {\displaystyle a_{n}} é monotonamente decrescente)
- {\displaystyle a_{n}\to 0,~~n\to \infty } (O limite do termo geral da sucessão {\displaystyle a_{n}} for 0).

E ainda o erro assumido ao truncar a série não supera o último termo considerado.

## Demonstração
Defina as somas parciais {\displaystyle S_{N}} da seguinte forma:
{\displaystyle S_{N}=\sum _{n=1}^{N}(-1)^{n}a_{n}\,}
Agora considere as somas parciais de ordem par e ímpar:
{\displaystyle S_{2N}=\sum _{n=1}^{2N}(-1)^{n}a_{n}=\left(a_{2}-a_{1}\right)+\left(a_{4}-a_{3}\right)+\ldots +\left(a_{2N}-a_{2N-1}\right)\,}
{\displaystyle S_{2N+1}=\sum _{n=1}^{2N+1}(-1)^{n}a_{n}=-a_{1}+\left(a_{2}-a_{3}\right)+\left(a_{4}-a_{5}\right)+\ldots +\left(a_{2N}-a_{2N+1}\right)\,}
Observe que cada termo entre parênteses é menor ou igual a zero em {\displaystyle S_{2N}} e maior ou igual a zero em {\displaystyle S_{2N+1}}, assim o primeiro é não-crescente e o segundo é não-decrescente.
Ainda temos:
{\displaystyle S_{2N+1}-S_{2N}=(-1)^{2N+1}a_{2N+1}=-a_{2N+1}\leq 0\,}
Portanto {\displaystyle S_{2N+1}\leq S_{2N}\,}
Da monotonicidade podemos acrescentar:
{\displaystyle S_{2k+1}\leq S_{2N+1}\leq S_{2N}\leq S_{2k},~~k<N\,}
Agora considere o limite {\displaystyle N\to \infty }:
- A seqüência de ordem ímpar é não-decrescente e limitada superiormente, portanto converge para um limite {\displaystyle L_{0}}.
- A seqüência de ordem par é não-crescente e limitada inferiormente, portanto converge para um limite {\displaystyle L_{1}}.

Assim, a passagem ao limite está justificada e vale:
{\displaystyle S_{2k+1}\leq L_{1}\leq L_{0}\leq S_{2k},\,}
Para provar que a série converge, reste mostrar que {\displaystyle L_{0}=L_{1}}, para tal faça:
{\displaystyle |L_{0}-L_{1}|=L_{0}-L_{1}\leq S_{2k}-S_{2k+1}=a_{2k+1}\to 0,k\to \infty }
Denotando este limite por {\displaystyle L=L_{0}=L_{1}},  temos:
{\displaystyle S_{2k+1}\leq L\leq S_{2k},\,} o que é equivalente a:
{\displaystyle \left\{{\begin{array}{lcccl}S_{2k+1}-S_{2k}&\leq &L-S_{2k}&\leq &0\\0&\leq &L-S_{2k+1}&\leq &S_{2k}-S_{2k+1}\end{array}}\right.\,},
De onde se pode concluir a estimativa:
{\displaystyle \left|S_{n}-L\right|\leq a_{n},~~\forall n>0}

Exemplo: Teste a convergência da série {\displaystyle \sum _{n=1}^{N}(-1)^{n}sen\left({\frac {1}{n}}\right)}
Pelo critério de Leibniz, a série tem que satisfazer as duas condições para convergir.
{\displaystyle |a_{n+1}|\leq |a_{n}|}, para todo n>N e {\displaystyle a_{n}\to 0,~~n\to \infty }, O limite do termo geral da sucessão {\displaystyle a_{n}} for 0.
Assim,
{\displaystyle \sum _{n=1}^{N}(-1)^{n}sen\left({\frac {1}{n}}\right)=\lim(-1)^{n}sen\left({\frac {1}{n}}\right)}
{\displaystyle \sum _{n=1}^{N}(-1)^{n}sen\left({\frac {1}{n}}\right)=sen\lim _{n\to \infty }\left({\frac {1}{n}}\right)}
{\displaystyle \sum _{n=1}^{N}(-1)^{n}sen\left({\frac {1}{n}}\right)=sen0=0}
Logo {\displaystyle \lim(-1)^{n}sen\left({\frac {1}{n}}\right)=0}.
Para a condição {\displaystyle |a_{n+1}|\leq |a_{n}|}, resolve-se por comparação:
{\displaystyle n<n+1}
{\displaystyle \left({\frac {1}{n}}\right)>\left({\frac {1}{n+1}}\right)}
{\displaystyle sen\left({\frac {1}{n}}\right)>sen\left({\frac {1}{n+1}}\right)}
{\displaystyle a_{n}>a_{n+1}},portanto a série é decrescente.
E desta forma {\displaystyle \sum _{n=1}^{N}(-1)^{n}sen\left({\frac {1}{n}}\right)}converge.

## Convergência condicional e absoluta
Observe que este teste não assegura convergência absoluta, o que pode ser demonstrado pela série harmônica alternada:
{\displaystyle \sum _{n=1}^{\infty }{\frac {(-1)^{n}}{n}}}
que converge por esse teste, mas:
{\displaystyle \sum _{n=1}^{\infty }{\frac {1^{n}}{n}}=\infty }
O teste da serie alternada, consiste em um caso particular do criterio de Dirichlet onde bk = (-1)^n